# ジュール・ヴェドリーヌ

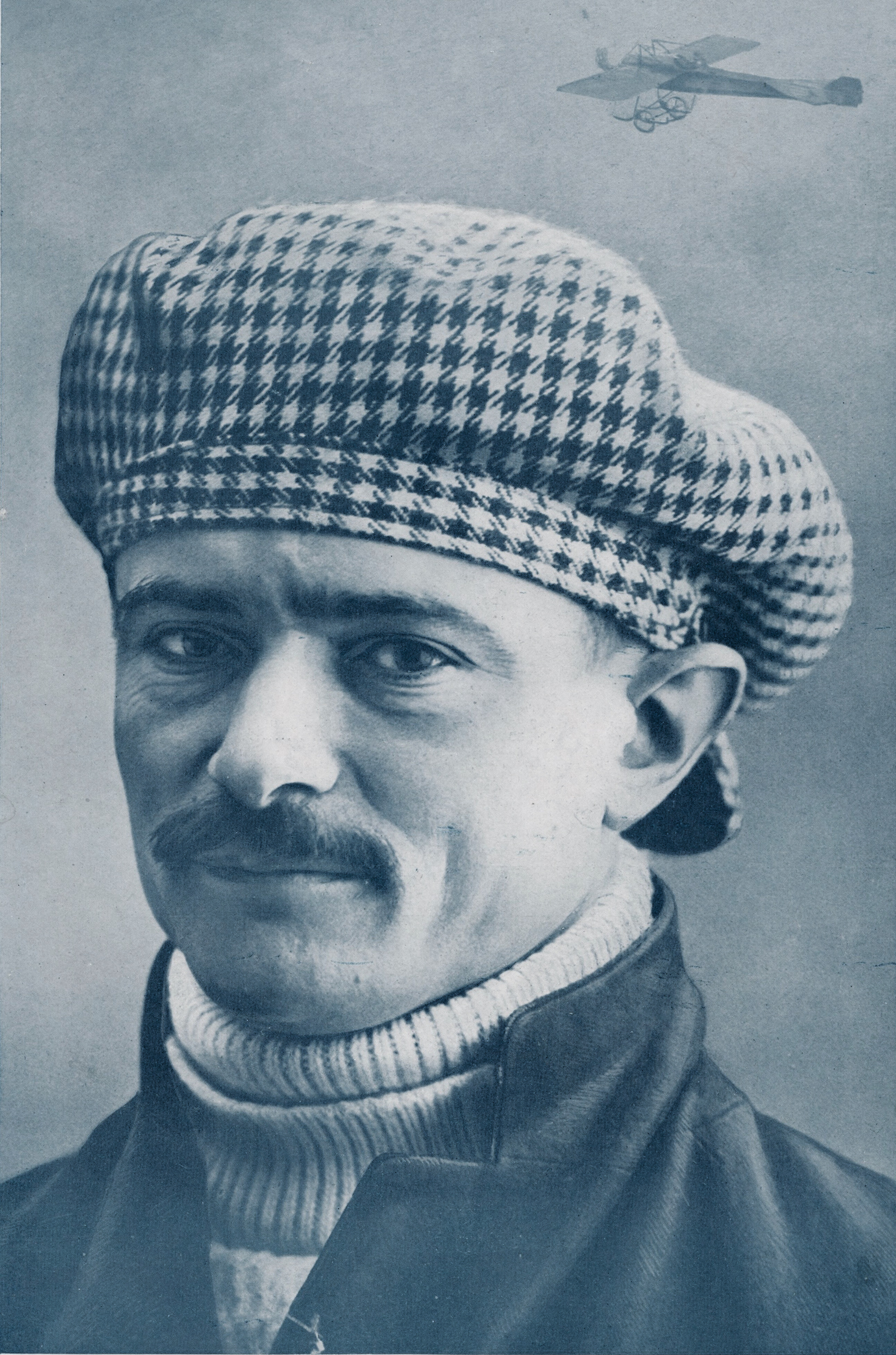
Jules Védrines

ジュール・ヴェドリーヌ（Jules Védrines Charles Toussaint、1881年12月29日 - 1919年4月21日）はフランスのパイロットである。
セーヌ＝サン＝ドニ県に生まれた。エンジン・メーカーのノームで働き、イギリスの俳優、ロバート・ローレーヌの運転手を務めた後、パイロットをめざし、1910年12月にパイロットとなった。モラーヌに雇われ、モラーヌ・ソルニエ A型機で1911年5月26日の1911年のパリ・マドリード間レースで優勝した。1912年1月13日にはドゥペルデュサン機で145km / hの速度記録を樹立し、1913年11月20日から12月29日までをかけてフランスのナンシーからエジプトまでの飛行をおこなった。
第一次世界大戦中は機種に牛の絵を描いた飛行機で活躍し、ドイツ戦線の背後にフランスのスパイを運び、収容するという困難な任務を果たした。飛行教官として働き、ジョルジュ・ギンヌメールらの優秀なパイロットを育てた。政治にも興味を持ち、1912年議会選挙に出馬したが成功しなかった。1919年8月、コードロン C-23でパリ-ローマ間の飛行を行った時に事故死した。